# Gris ukrainien
Le Gris ukrainien est une race bovine domestique d'Ukraine. Son nom international est Ukrainian Grey, Sira ukrainska en ukrainien.

## Origine
C'est une race qui appartient au rameau de grise des steppes. Elle est élevée depuis des siècles en Podolie, en Ukraine centrale. 
Sa forme a été officialisée en 1935 par l'ouverture du herdbook. (registre généalogique La race est très menacée, puisqu'il n'en restait en 2001 qu'environ 130.

## Morphologie
La couleur est uniformément grise.
Poids : mâle = 780 kg ; femelle = 480 kg.
Taille : mâle = 137 cm ; femelle = 129 cm.